# Ле Селве (Салерно)
Ле Селве је насеље у Италији у округу Салерно, региону Кампанија.
Према процени из 2011. у насељу је живело 571 становника. Насеље се налази на надморској висини од 222 м.